# Ankerbrot

Alte Reklametafel und Logo von Ankerbrot vor 1918

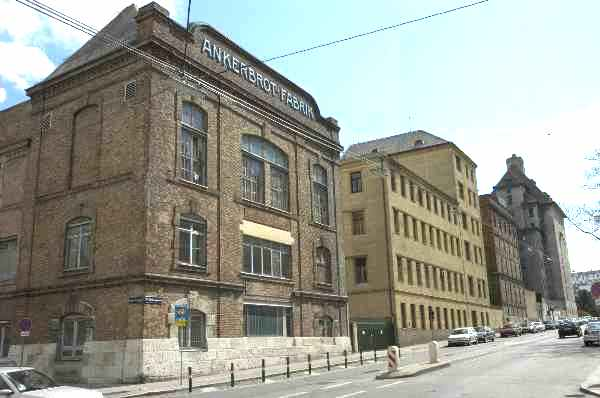
Ankerbrot-Fabrik an der Absberggasse in Favoriten

Die Ankerbrot GmbH & Co KG ist der bedeutendste Backwarenhersteller in Österreich. Das 1941 enteignete und „arisierte“ Unternehmen wurde 1891 von jüdischen Unternehmern in Wien gegründet und hatte hier seine Produktionsanlagen.
Das Unternehmen besitzt in Österreich rund 115 Filialen, die meisten davon in Wien und Umgebung. Ankerbrot beschäftigte 2019 rund 1.190 Mitarbeiter.

## Geschichte

### Firmengründung
Mit 1. Juli 1891 gründeten die jüdischen Brüder Heinrich (1855–1917) und Fritz Mendl (1864–1929) die Wiener Brot- und Gebäck-Fabrik von Heinrich & Fritz Mendl auf dem heutigen Keplerplatz im 10. Wiener Gemeindebezirk, Favoriten. 1893 verlegten sie den Standort in die ebenfalls in Favoriten gelegene Absberggasse 35 auf dem Laaer Berg. Der Standort auf dem Berg war deshalb gewählt worden, damit von dort aus die für die Auslieferung schwer beladenen Pferdefuhrwerke bequemer ausfahren konnten. 1893 wurde der Betrieb aufgrund der arbeitsteiligen Produktion und den eingesetzten Geräte und Kraftmaschinen als Fabrik anerkannt. Als Markenzeichen des Unternehmens wählten die Gebrüder Mendl im selben Jahr den Anker, der für Sicherheit und Vertrauen stehen sollte. Das später verwendete Firmenlogo bestand aus dem Ankersymbol und den mittig eingefügten Initialen „HFM“.
Zu Beginn wurden unter Einsatz von ca. 25 Bäckern in großen Lehmbacköfen täglich 2.000 Stück 2-kg schwere Rundbrote gebacken. In Spitzenzeiten lieferten bis zu 250 Pferdegespanne an die 150 Tonnen Backwaren aus. Im Jahr 1900 hatte das Unternehmen bereits 100 eigene Filialen in ganz Wien eröffnet und begann seine Produktpalette zu erweitern. In Anerkennung ihrer Dienste und Leistungen wurde den beiden Brüdern Mendl 1907 der k.u.k. Hoflieferantentitel verliehen. Bis 1914 wuchs das Unternehmen auf eine Größe von 1.300 Mitarbeitern an, 1920 auf 2.000.
Mit Erlass vom 23. September 1914 zur staatlich geschützten Unternehmung erklärt, belieferte die Wiener Brot- und Gebäckfabrik Ankerbrotfabrik Heinrich und Fritz Mendl während des Ersten Weltkrieges die k.u.k. Armee mit schwarzem Brot. Mitte 1916 ermunterte das Unternehmen seine Kunden zur Zeichnung der vierten Kriegsanleihe und richtete dafür fabrikseigene Sammelstellen ein. Das Unternehmen selbst zeichnete bei diesem Anlass 500.000 Kronen, später im Jahr unter anderem eine Million Kronen.

### Umwandlung in eine Aktiengesellschaft

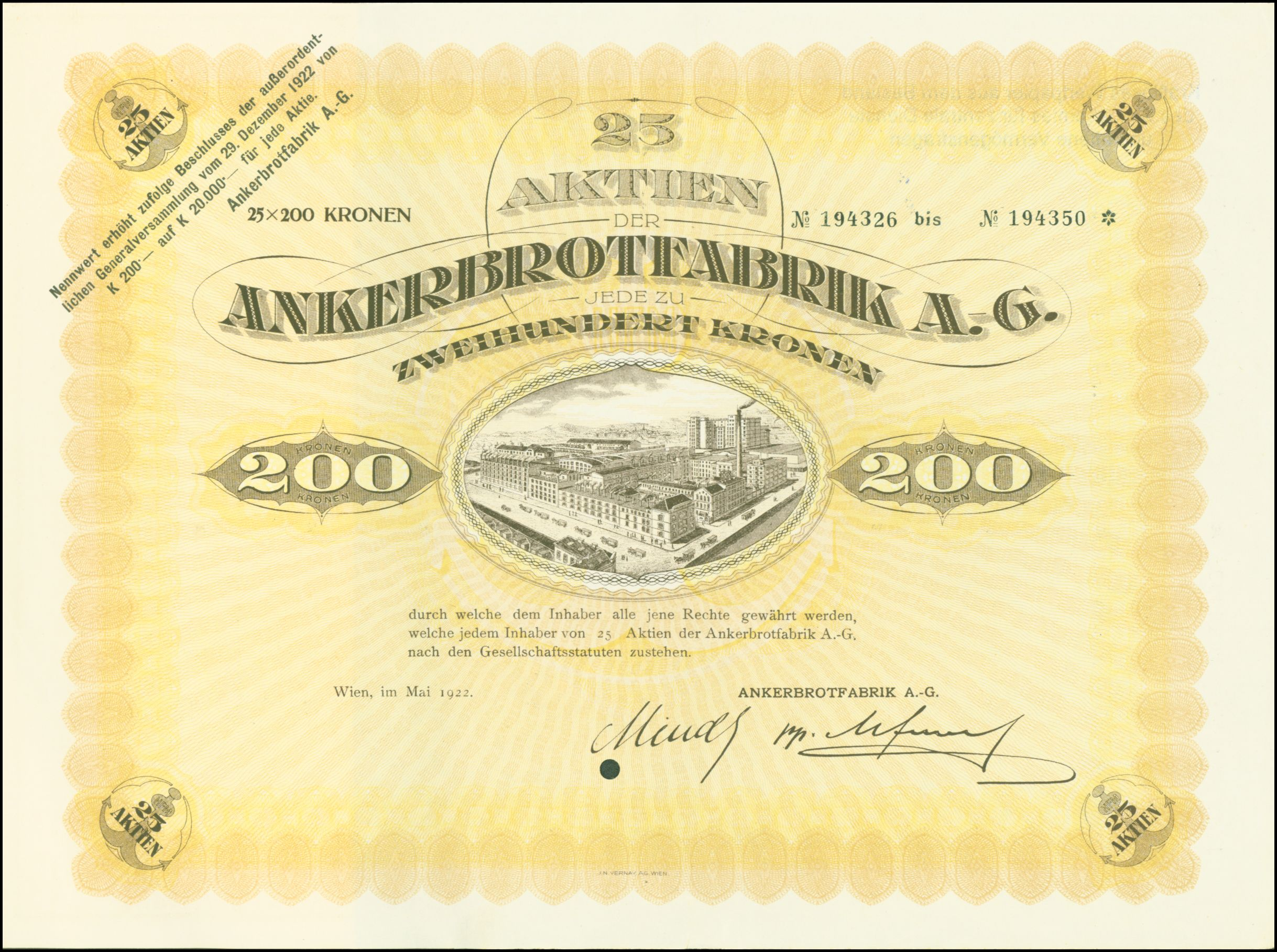
Sammelaktie über 25 × 200 Kronen der Ankerbrotfabrik AG vom Mai 1922

Nach dem Krieg und der Auflösung der Donaumonarchie wurde auch Weißbrot in die Produktion eingeführt. 1922 wurde das Unternehmen in eine Aktiengesellschaft umgewandelt. Zu diesem Zeitpunkt gehörten dem Verwaltungsrat Eduard Alder, Artur Ehrenfest-Egger, Siegfried Kantor, Fritz Mendl, Stefan Mendl, Franz Quidenus, Eugen Schwiedland und Siegfried Türkel an. Anker konnte in den 1930er Jahren expandieren und begann neben Brot auch Eierteigwaren und Jausengebäck herzustellen, für das es mit farbenfrohen Plakaten Werbung machte. Das Filialnetz wuchs auf rund 100 Filialen an, täglich wurden 150 Tonnen an Brot und Gebäck geliefert.
Am 23. Jänner 1923 erhielt die Ankerbrot AG die sogenannte „Staatliche Auszeichnung“ für außergewöhnliche Leistungen für die Wirtschaft der Republik Österreich und darf seither das Bundeswappen im Geschäftsverkehr verwenden.

### NS-Zeit und „Arisierung“
Auf den „Anschluss Österreichs“ an das Deutsche Reich 1938 folgte die „Arisierung“ des Unternehmens. Stefan Mendl, Sohn von Heinrich Mendl, lebte seit 1931 in der Schweiz. Am 8. März 1938, vier Tage vor dem Anschluss, verkaufte er seinen in der Schweiz befindlichen Aktienanteil weit unter Wert dem ebenfalls in der Schweiz lebenden „arisch-deutschen“ Geschäftsmann Oscar Miller. Bettina, Tochter von Fritz Mendl, lebte auch in der Schweiz. Sie verkaufte ihre in Deutschland befindlichen Aktien im Juni 1938. Wie bei ihrem Bruder Otto Mendl, der in Berlin lebte und seine Anteile im August 1938 veräußerte, erfolgte auch dies weit unter Wert. In die Villa Mendl zog der Staatssekretär Otto Wächter.
Aufgrund seiner Bedeutung für die Sicherstellung der Versorgungslage der Wiener Bevölkerung wurde das Unternehmen von 1938 bis 1945 unter öffentliche Verwaltung gestellt. Mit Eintragung vom 18. Jänner 1941 am Amtsgericht Wien wurde Ministerialrat a. D. Georg Berger, der dafür von Berlin nach Wien übersiedelt war, anstelle des ausgeschiedenen Vorstandsmitglied Adolf Iglseder in den Vorstand der Ankerbrot Aktiengesellschaft bestellt. Am 15. März 1941 wurde Berger vom Reichstreuhänder der Arbeit, Gauleiter Alfred Proksch, im Rahmen des Gefolgschaftsabends der Ankerbrotfabrik als Betriebsführer in sein Amt eingeführt. Berger bezog eine dem Unternehmen zugeschlagene „arisierte“ Villa im 18. Bezirk. In der außerordentlichen Hauptversammlung der Ankerbrotfabrik-AG am 15. September 1942 wurde, neben der Abberufung und Neubestellung des Aufsichtsratsvorsitzenden und eines weiteren Aufsichtsratsmitglieds, auch der im Juli 1942 ausgeschiedene Berger, zu diesem Zeitpunkt „Vorsitzer des Vorstandes“, durch die Bestellung von Harald Ziegler in Wien, Präsident der GW-Großeinkauf G. m. b H., ersetzt.
Von September 1944 bis März 1945 befand sich in der Ankerbrotfabrik ein Zwangsarbeiterlager für ungarische Juden.

### Nachkriegszeit
Nach der Einnahme Wiens durch die Rote Armee im April 1945 wurden die Fabriken geplündert und schwer beschädigt, auch ein Teil des Fuhrparks ging verloren.
Noch im Mai 1945 konnte aber die Produktion nach Mehllieferungen aus der Sowjetunion wieder aufgenommen werden, das Unternehmen wurde an die Gründerfamilie restituiert. Die Wiederaufbaujahre brachten dem Unternehmen wieder Wachstum, das Sortiment wurde erweitert, auf Milchgebäck, Mürbgebäck, Backhilfen, Dauerbackwaren, Semmelbrösel, Grieß und andere Getreideprodukte.

### Firmenübernahmen

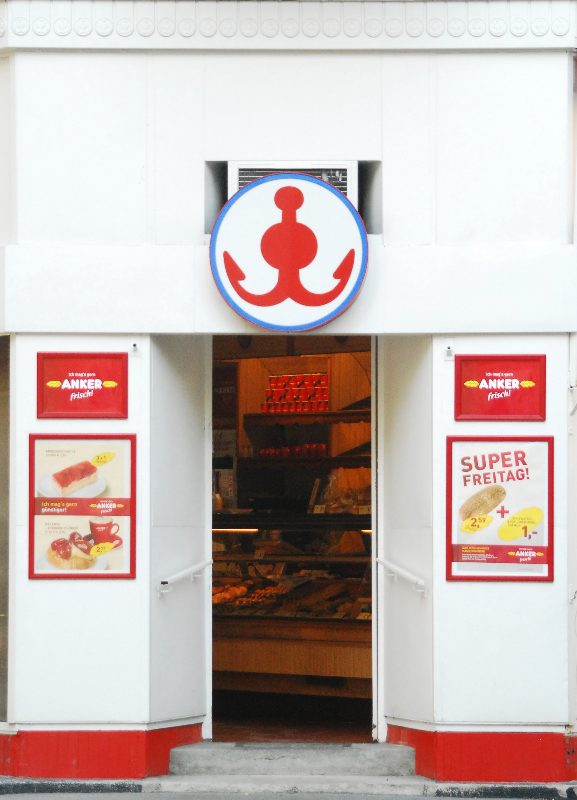
Ankerbrotfiliale mit altem Anker-Logo, Servitengasse 14, Wien-Alsergrund (2009)

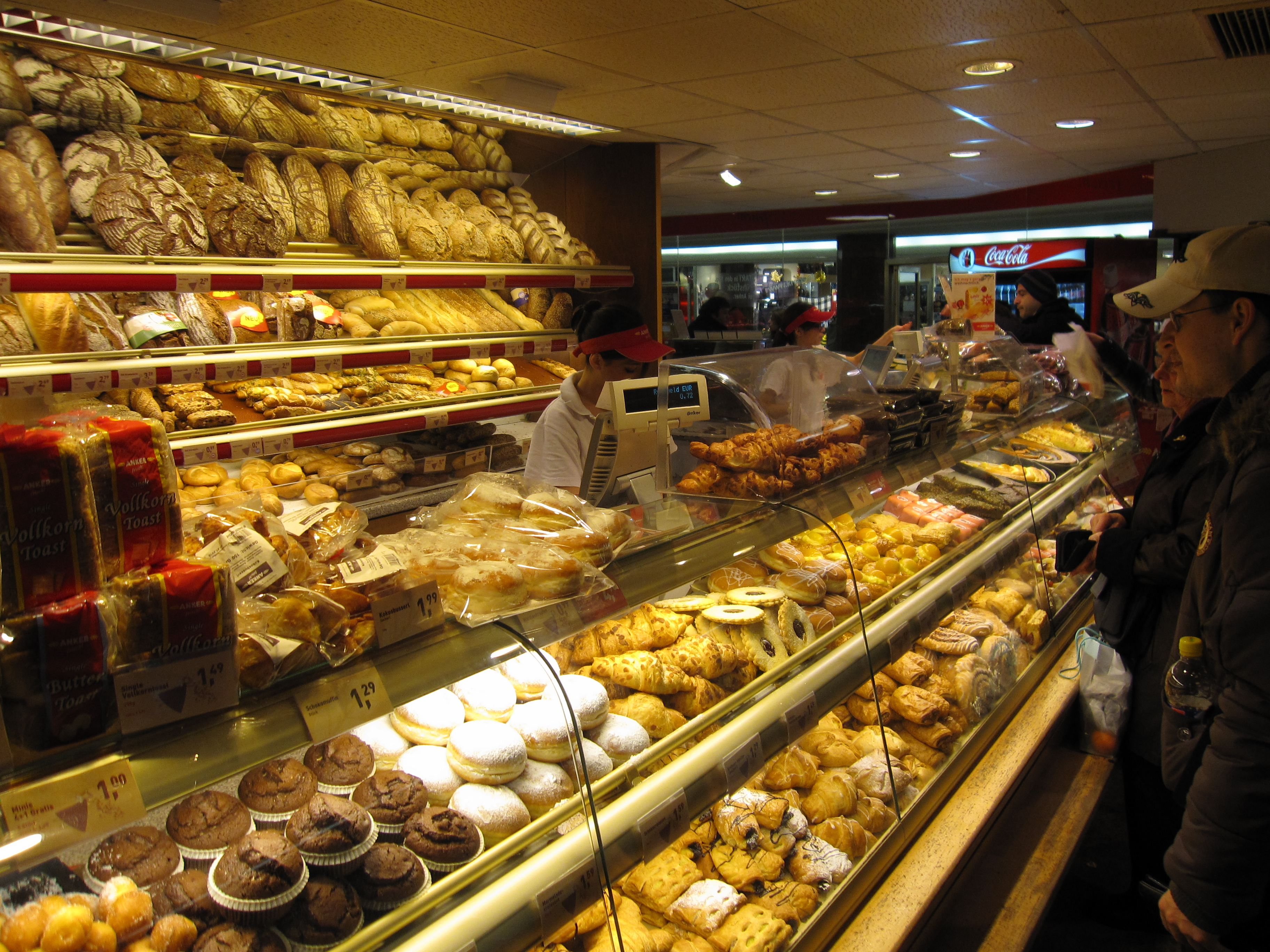
Ankerbrotfiliale am Karlsplatz

1969 wurde das Unternehmen vom Wiener Schoeller-Konzern übernommen, der die Firma 1970 mit den Floridsdorfer Hammerbrotwerken unter dem Namen Vereinigte Nahrungsmittel Industrie AG fusionierte.
1981 erwarben die Dr. Helmut A. Schuster GesmbH und Gerhard Schuster, der Bruder des gleichnamigen Unternehmensbesitzers, sämtliche Aktien des mittlerweile in wirtschaftliche Turbulenzen geratenen Betriebs. Sie benannten das Unternehmen 1983 wieder in Ankerbrot zurück und führten es mit Investitionen und Sanierungsmaßnahmen wieder in die Gewinnzone. Zu einem Erfolgsrezept geriet die Qualitätsverbesserung der Backwaren durch die Verwendung von echtem Natursauerteig.
Seit 1990 exportiert Ankerbrot seine Erzeugnisse auch nach Süddeutschland. 1996 wurde die Ankerbrot Ungarn AG als Tochtergesellschaft gemeinsam mit der staatlichen ungarischen ZALACO gegründet. Das Tochterunternehmen produziert in einer Fabrik am Stadtrand von Keszthely. Im gleichen Jahr übernahm Ankerbrot von der in Konkurs gegangenen Konsum-Genossenschaft die Ährenstolz GmbH mit sieben regionalen Bäckereien. Beim Verkauf des Unternehmens im Jahr 1997 gingen 74 Prozent des mittlerweile 2.630 Mitarbeiter zählenden und 2,2 Mrd. Schilling (rund 160 Mio. Euro) pro Jahr erwirtschaftenden Unternehmens an die deutsche Firma Müller-Brot. Drei Prozent gingen in Streubesitz über, die Gebrüder Schuster behielten 23 Prozent.
2003 wurde das Unternehmen mehrheitlich vom deutschen Industriellen Klaus Ostendorf erworben. Nach einer wirtschaftlich schwierigen Phase und erfolgtem Ausgleich, in dessen Rahmen das traditionelle Fabriksgelände in Wien an Banken verkauft, aber nicht verlassen wurde, steht Ankerbrot nun wieder auf eigenen Beinen. Auch das Firmengelände konnte am 29. Jänner 2013 von den Banken zurückgekauft werden.
Ein geringer Anteil der Aktien befindet sich noch im Streubesitz. Im Frühjahr 2006 erwarb die US-Investmentgruppe Apax einen Unternehmensanteil von 40 Prozent. Ein ebenfalls für 2006 geplanter Verkauf von Ostendorfs Anteil an den Nordsee-Besitzer Heiner Kamps scheiterte im Februar 2007 endgültig. 2010 wurde die erste Filiale in der Slowakei eröffnet. Speziell für die Slowakei wurde auch ein Franchise-System entwickelt, wodurch der Vertrieb erweitert werden soll.
Anlässlich des 120-jährigen Firmenjubiläums wurde im Jahr 2011 ein neues Logo und Filialkonzept vorgestellt. In den kommenden Jahren sollen die Neuerungen an allen Standorten sukzessive umgesetzt werden.
2014 und 2015 haben sich die Eigentümerverhältnisse von Ankerbrot geändert. Der bisherige Vorstand und Miteigentümer Peter Ostendorf hat seine Anteile an den Investor Erhard Grossnigg, der schon bisher mit seinen Firmen Mehrheitseigentümer war, verkauft. Auch der ehemalige Hofer-Chef Armin Burger, dem über seine Firma Nomos 7,4 Prozent gehörten, hat seine Anteile an Grossnigg veräußert. Damit gehören diesem über Austro Holding sowie Grosso Holding 81,25 Prozent der Anteile. 18,75 Prozent hält der Vorarlberger Backwarenerzeuger Ölz.
Etwa 2017/18 wurde die Rechtsform des Unternehmens von einer Aktiengesellschaft in eine Kommanditgesellschaft umgewandelt.
2019 gab Ölz bekannt, sich verstärkt auf das eigene Geschäft zurückziehen zu wollen und daher seinen Anteil ebenfalls an Grossnigg verkauft zu haben.
Im April 2024 wurde nach 22 Monaten Bauzeit das Werk in Lichtenwörth in Niederösterreich eröffnet, über 65 Millionen Euro wurden hierfür investiert.

## Nachnutzung historischer Gebäude
Anfang 2009 kaufte die Loft City GmbH & Co KG stillgelegte Teile der Fabriksgebäude und bewahrte diese vor dem Abriss. „In unmittelbarer Nachbarschaft zur noch bestehenden Produktion der Ankerbrot AG entsteht … auf zirka 17.000 der insgesamt 68.000 Quadratmeter (Geschoßfläche) der Ankerbrotfabrik das neue Kulturareal Brotfabrik Wien mit multifunktionalen Hallen, Galerien, Ateliers, Schauräumen, Büros, Lofts und Gastronomieeinrichtungen. Die dafür adaptierten Bauten gruppieren sich um zwei Innenhöfe der alten Anlage. Dabei wurden nicht nur die denkmalgeschützten, sondern auch nicht geschützte Gebäude erhalten und teilweise in ihren ursprünglichen Zustand rückgebaut.“ Die Eröffnung wurde am 12. Mai 2015 gefeiert.
Heute erfolgen in der Brotfabrik Wien, Absberggasse 27 und Puchsbaumgasse 1c, angeordnet um einen Hof, verschiedenste Raumnutzungen, wie die SOB Schule für Sozialbetreuungsberufe und ein Lerncafe der Caritas, eine Kantine, die Fotogalerie OstLicht, ein Sitzmöbelvertrieb, ein Veranstaltungssaal bestuhlt für 140 Personen und der Raum Voranker, in dem Künstlern für jeweils drei Monate die Möglichkeit zur Entfaltung und Ausstellung geboten wird. Das mit 2200 m2 flächengrößte Element, die Expedithalle, wurde 1912 als eine der größten säulenfreien Hallen Europas mit 40 m Spannweite der Dachträger errichtet und ist heute Ort vielfältiger Veranstaltungen vom Nachtflohmarkt bis zum Theater.
Am 1. März 2017 erhielt Walter Asmus als „Immobilienentwickler und Initiator der Brotfabrik“ das Goldene Verdienstzeichen des Landes Wien. 2019 wurde die historische Ankerbrotfabrik verkauft, in den nächsten 3 bis 5 Jahren wird Ankerbrot von Favoriten nach Simmering übersiedeln.